# Bazylika kolegiacka Podwyższenia Krzyża Świętego i św. Jadwigi Śląskiej w Legnickim Polu
Bazylika kolegiacka Podwyższenia Krzyża Świętego i św. Jadwigi Śląskiej w Legnickim Polu – kościół we wsi Legnickie Pole, w województwie dolnośląskim. Jest on siedzibą parafii Podwyższenia Krzyża Świętego i św. Jadwigi Śląskiej i centralnym elementem byłego zespołu klasztornego Benedyktynów. Od 2017 świątynia posiada godność kolegiaty.
Rozporządzeniem Prezydenta Rzeczypospolitej Polskiej z 1 maja 2004 roku, świątynia została uznana razem z: kościołem pw. Trójcy Świętej, klasztorem oo. benedyktynów i pawilonem ogrodowym za pomnik historii.
Obok kościoła rośnie potężna lipa, pod którą według legendy pochowano głowę ks. Henryka II.

## Historia
Budowę kościoła rozpoczęto w 1719 roku. Autorem projektu był czeski architekt Kilián Ignác Dientzenhofer. W 1723 benedyktyni uzyskali zgodę na erygowanie własnej parafii. W tym samym roku opat Othmar Daniel Zinke położył kamień węgielny pod budowę klasztoru, a pięć lat później – pod założenie kościoła. Świątynię oddano w stanie surowym w 1729.
Kościół został poświęcony 7 października 1731 roku przez bp. Eliasza von Sommerfelda, ale prace wykończeniowe trwały do 1733. Powstały wówczas m.in. freski sklepienne. W dniu 15 czerwca 2014 roku kościół został ogłoszony bazyliką mniejszą. Uroczystości przewodniczył biskup legnicki Stefan Cichy.

## Architektura
Kościół murowany, orientowany, w jednolicie barokowym stylu. Nawa na rzucie dwóch skrzyżowanych, mocno wydłużonych elips, ustawionych ukośnie do głównej osi kościoła. Półkolistą fasadę zachodnią, bogato zdobioną rzeźbionymi panopliami z motywami nawiązującymi do bitwy (broń, tarcze, sztandary), flankują dwie kwadratowe wieże, nakryte barokowymi hełmami ze zwieńczeniami w formie książęcych koron. Portal główny nakrywa belkowanie podtrzymywane przez atlanty. Wnętrze nakryte eliptycznymi, kopulastymi sklepieniami, osobnym nawa centralna, osobnym prezbiterium.

## Wnętrze

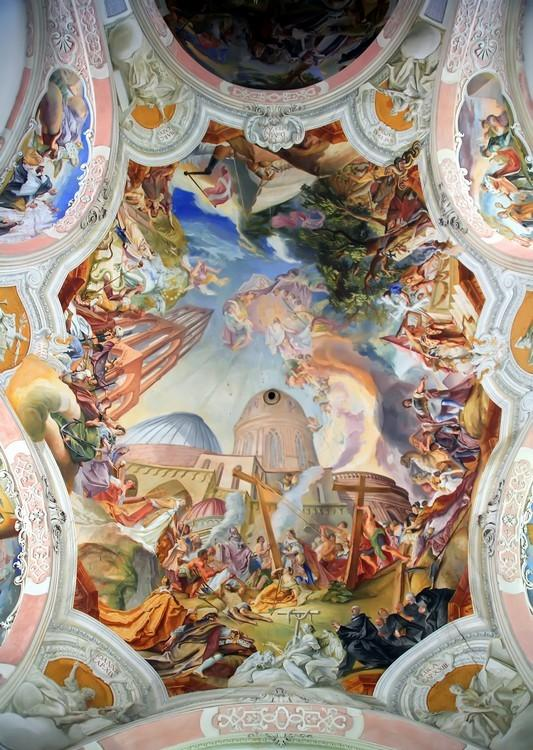
Polichromia Cosmasa Damiana Asama na sklepieniu nawy

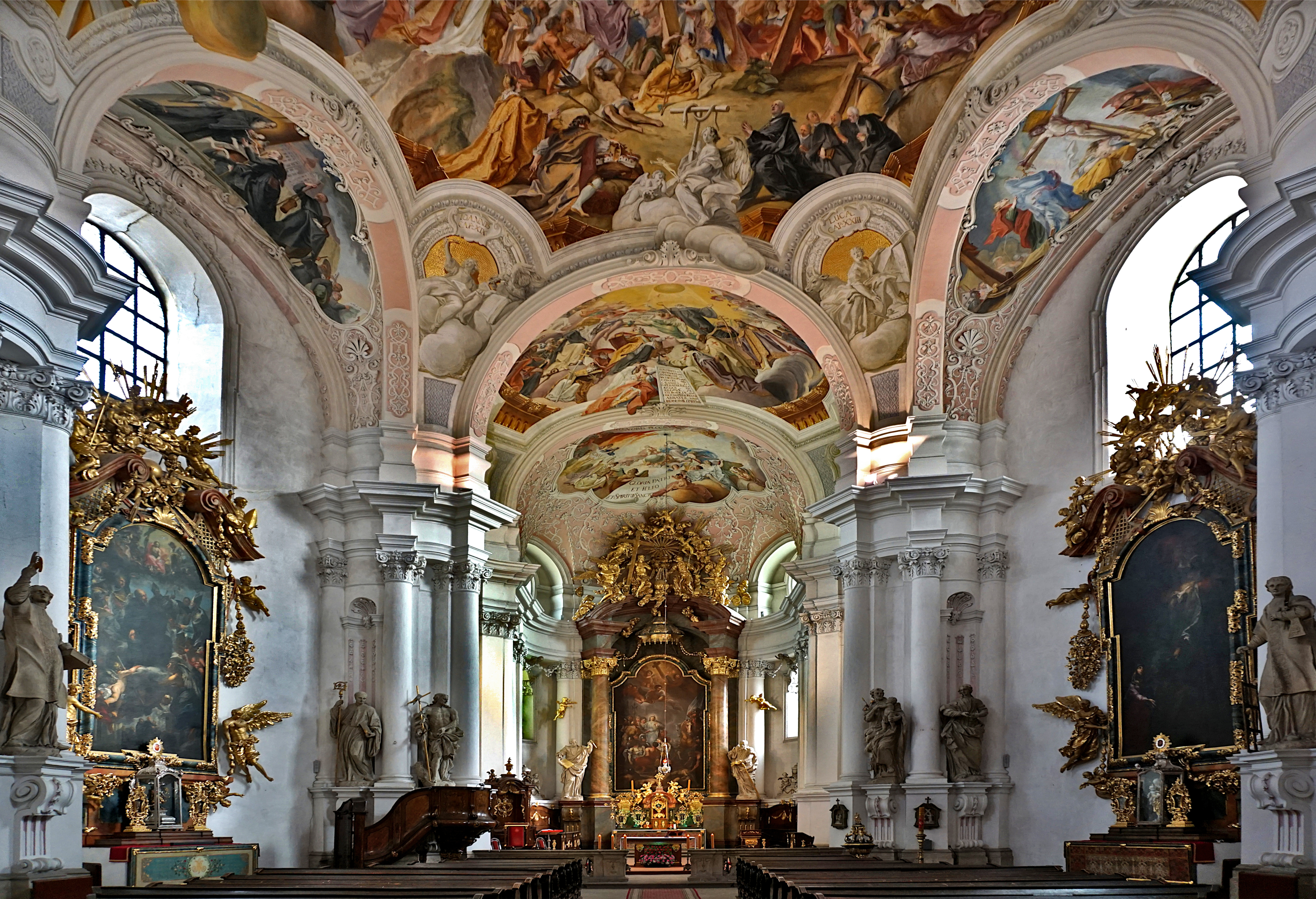
Wnętrze bazyliki

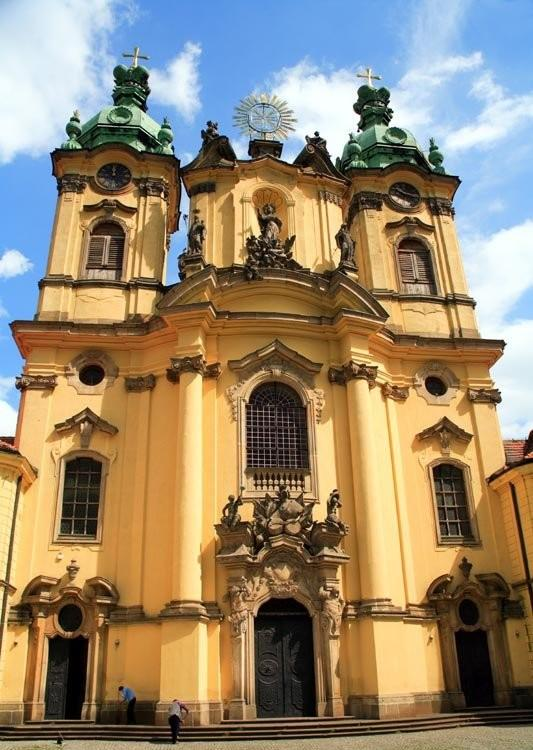
Front kościoła św. Jadwigi

Rzeźby umieszczone na fasadach i we wnętrzu kościoła oraz zdobienia ołtarzy bocznych i prospektu organowego, wykonał niemiecki rzeźbiarz Karl Joseph Hiernle. Ołtarz główny, pt. Znalezienie zwłok Henryka Pobożnego przez Św. Jadwigę wykonał flamandzki malarz Johan Franz de Backer w 1730 roku. Latem 1733 bawarski artysta Cosmas Damian Asam namalował polichromie na podniebieniach sklepień. Na centralnym są to sceny z misyjnej działalności zakonu benedyktynów (Podniesienie Krzyża i jego znalezienie przez cesarzową Helenę, założenie przez św. Wojciecha klasztoru na Břevnovie koło Pragi, założenie klasztoru na Legnickim Polu), nad chórem muzycznym - opłakiwanie Henryka Pobożnego na Legnickim Polu. Obrazy na czterech ołtarzach bocznych są autorstwa czeskiego malarza Wenzela Lorenza Reinera. Wystrój rzeźbiarski autorstwa Karla Josefa Hiernlego. Organy zaś wykonał śląski organmistrz Adam Horatio Casparini. W ołtarzu głównym rzeźby św. Piotra i Pawła wraz z grupą Świętej Trójcy. W ołtarzach bocznych m.in. św. Benedykt, św. Wojciech i Matka Boska dłuta Jana Putzengrubera. We wnętrzu znajdują się również późnobarokowe stalle, chrzcielnica, trony opata i przeora, chór oraz 16 rzeźb świętych męczenników, patriarchów i apostołów, kuta krata w balustradzie posiada emblematy biskupie i książęce.